# 旧パリ外国宣教会ビル

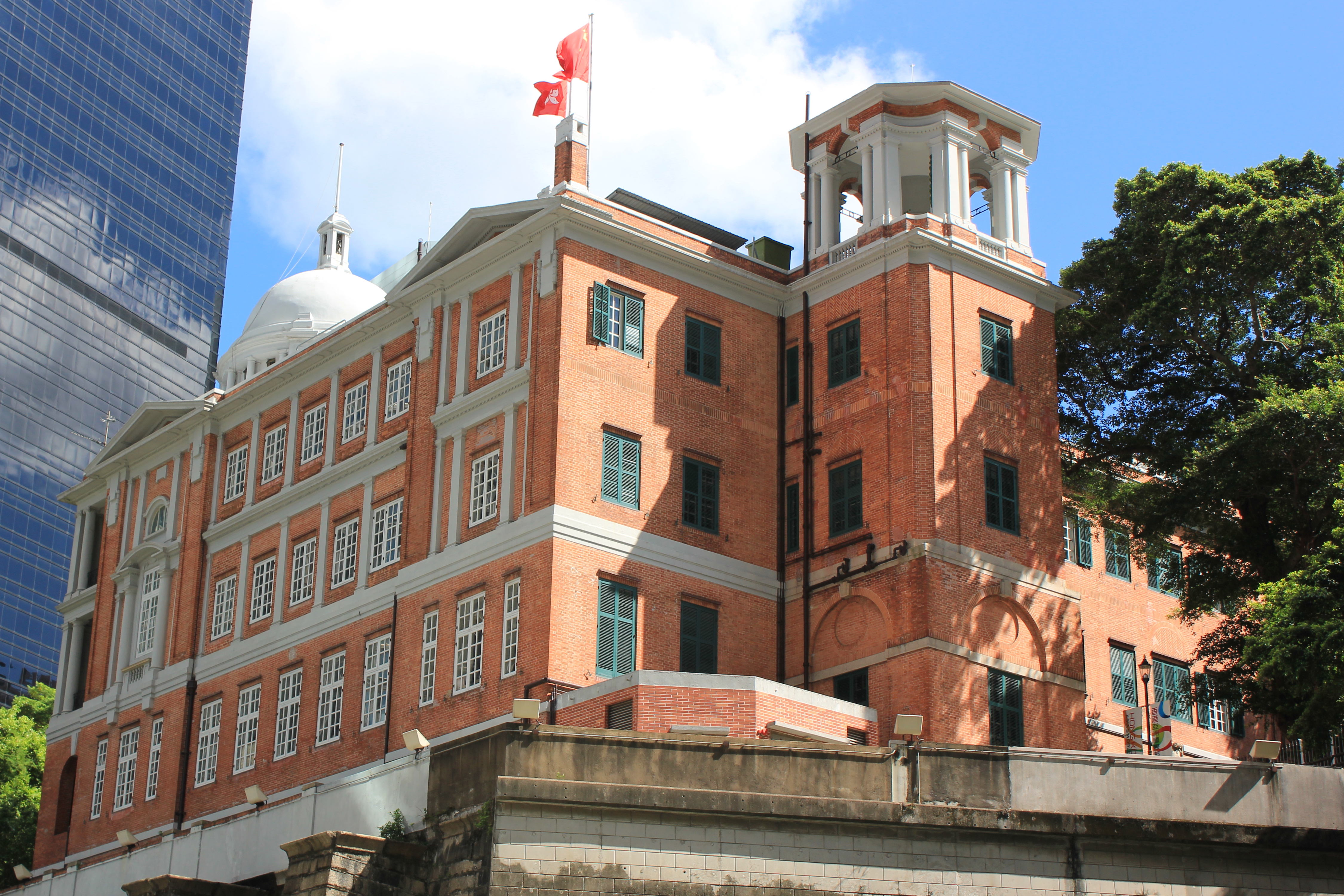
旧パリ外国宣教会ビル

旧パリ外国宣教会ビル（きゅうパリがいこくせんきょうかいビル、中国語: 前法國外方傳道會大樓、英語: Former French Mission Building）は香港法定古蹟である。香港島中環（セントラル）炮台里に位置する。

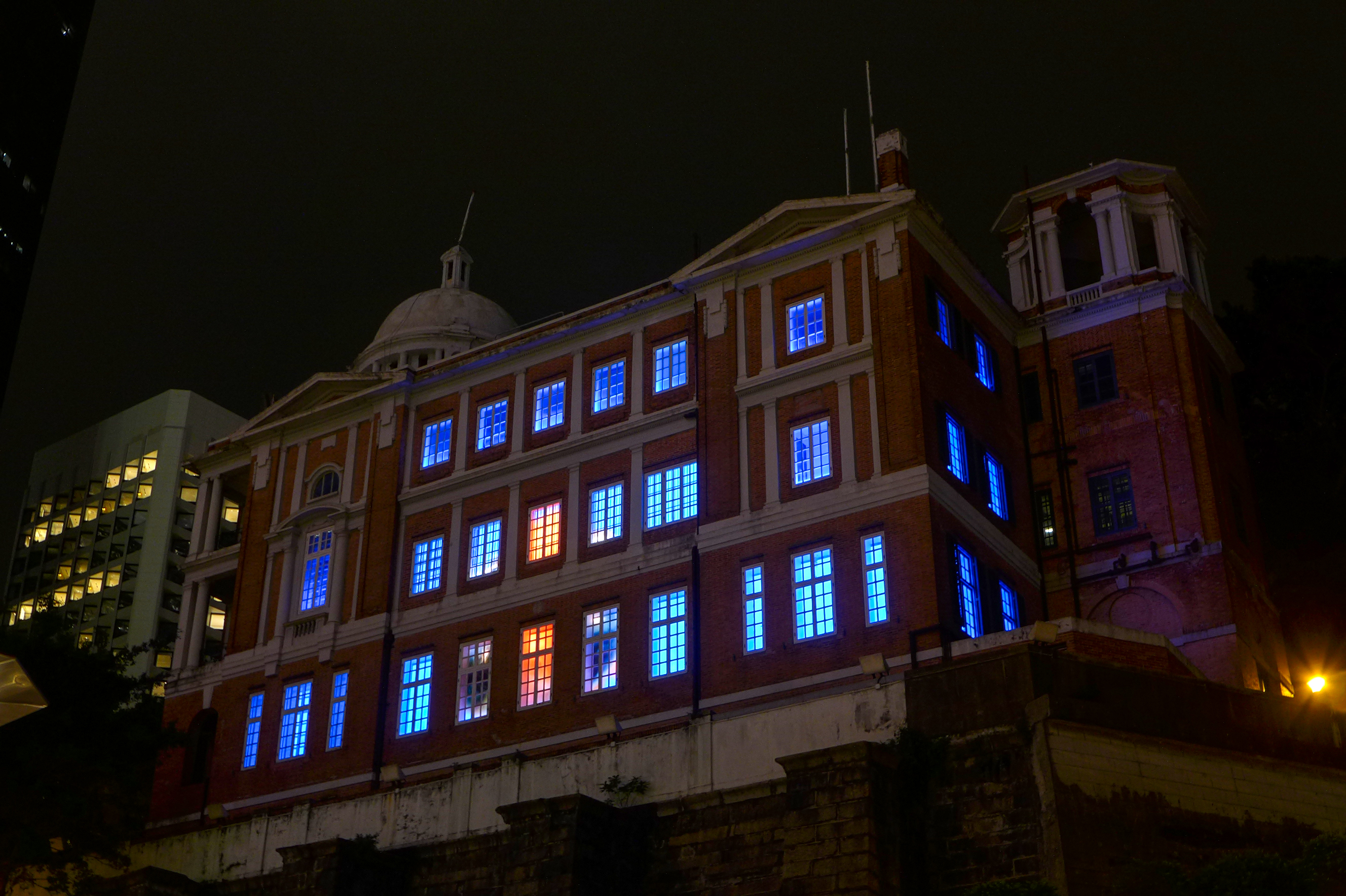
2017年のイルミネーションイベント

1842年に建築し、1860年と1917年に二度増築した。太平洋戦争終結後、一時期は香港政府の本部だった。1997年から2015年までは香港終審法院のオフィスだった。